# Haplogrupo A (ADNmt)

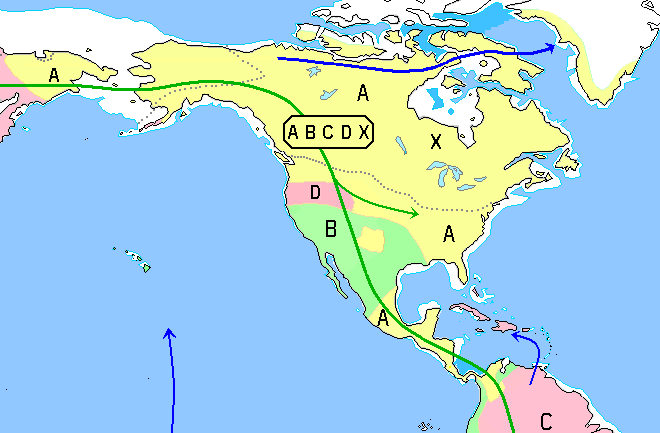
En amarillo, zonas de predominio del Haplogrupo "A".

En genética humana, el Haplogrupo A es un haplogrupo mitocondrial típico del Asia Oriental y de los pueblos nativos americanos, en especial de América del Norte.
Se originó en Asia hace unos 30 000 a 50 000 años. Desciende del macrohaplogrupo N y sus marcadores genéticos son 152, 235, 663, 1736, 4248, 4824, 8794, 16290 y 16319.

## Origen
Se estima que el Haplogroup A surgió en Asia hace 30 000 a 50 000 años. Su haplogrupo ancestral era el haplogrupo N. Sin embargo, la diversidad existente de genomas mitocondriales que pertenecen al haplogrupo A es baja en relación con el grado de divergencia de sus exogrupos más cercanos en el haplogrupo N, lo que sugiere que los miembros existentes del haplogrupo A podrían descender de una población que emergió de un cuello de botella en Siberia hace aproximadamente 20 000 a 40 000 años.
El haplogrupo A predomina entre los nativos de Norteamérica septentrional, registra su mayor población en Asia Oriental y la mayor diversidad en Siberia Oriental; por lo que es difícil precisar su origen. Tal vez pudo llegar hasta Siberia desde el Extremo Oriente, tomando en cuenta su gran dispersión allí; o bien llegó desde Asia Central.

## Distribución

### En Asia
- Asia Oriental: ampliamente distribuido. China tiene aproximadamente un 6% de la población, con la frecuencia más alta en Wuhan con 17%;[4] le siguen Shanghái 12%, Tíbet 11%, Manchuria 10% y Yunnan 7 a 16%. Fuera de China encontramos en Corea 8%,[5] Japón con 7%, Hong Kong 5% y Mongolia 4 a 13%. En Taiwán 6%, pero no se presenta en los aborígenes (austronesios).

- Siberia: en pequeñas frecuencias en los pueblos nativos. Aumenta al extremo oriente en esquimo-siberianos como los naucanos 74%, sireniks 70% y chaplinos 90%,[6] y en los llamados paleosiberianos, en especial los chucotos con 68 a 73%,[7] y menos en etelmenos y coriacos.

- Subcontinente indio: si bien es raro en la India, es importante en la región Oriental, donde la más altas frecuencias están en Assam con 26% y Tripura 16.5%.[8] En Bangladés es del 10%.

- Asia Central: pequeñas frecuencias del 2 al 3%. Importante en Uzbekistán con 7%.[9]

- Sudeste de Asia: pequeñas frecuencias en Tailandia, Malasia e Indochina.

### En América
- América Septentrional: es el haplogrupo predominante, especialmente en los esquimales y pueblos na-dené. Las frecuencias más altas están en el Canadá en los na-dené/atabascas como los haida con 95% y dogrib 90-100%.[10] En los inuit tienen frecuencias del 62-97%: en las islas de Alaska 75%, Canadá 87.5% y Groenlandia 96%.[6] Es haplogrupo predominante en los pueblos bellacoola, navajo, siux, lakota, anishinaabe, ojibwa, kikapú, etc. Es minoritario en aleutas (28.5%).

- Mesoamérica: es el haplogrupo mayoritario. Predomina en los mixtecas con frecuencias de 73-93%[11] y en mayas de México con 53 a 84%;[12] también en nativos de Guatemala con 75%,[13] huastecos con 67%, huetar de Costa Rica 67%, aztecas 65%, mixtecos-zapotecas 66%, mazahuas 60%, náhuatl/cora 53%, etc.

- Sudamérica: extendido pero minoritario, salvo en algunas etnias dispersas como los kuna con 100%,[11] los chimila de Colombia con 89%[14] y guahibos de Venezuela con 48%. En la población andina quechua oscila entre el 0 y 30%. Restos precolombinos reportan haplogrupo A en las momias de Arica con un 31% .

### Personajes famosos
- Sinforosa Amador, californiana durante la época colonial
- Momia Juanita del Perú
- Eva Longoria, actriz estadounidense de ascendencia mexicana es A2.[15]

## Subclados

### A1
A1 o A5 (8563 y 11536): se encuentra en Eurasia Oriental.
- A1a: encontrado en Corea y Japón
- A1b o A6 o A5b: extendido en Asia Oriental, Asia Central y Siberia. En China sobresale Yunnan.
- A1c

### A-152
- A3 (2857, 8962, 9711): encontrado en Japón.[5]
- A4 o pre-A2 o A2'A6 o A2 (16362): extendido en todo Eurasia Oriental y América.
  - A4*: Asia Oriental, Tíbet, subcontinente Indio y Sudeste de Asia.
  - A4b (12720): en buriatos, evenkis y en Mansi.[6]
  - A2 (o A2a) (16111): típico de los pueblos indígenas americanos y de nativos del Lejano Oriente siberiano, especialmente en chukchis y esquimales.
    - A2a: en esquimales, chukchis y esquimo-siberianos.[6] Presente en los apache (na-dené).[16]
      - A2a1 (16192)
        - A2a1a o A7 (16212): específico en aleutas.[17]
        - (3552) en apaches.
        - (16261) en selkupis.[18]

      - A2a2 (9301): en esquimales.
      - A2ac: en Colombia (emberá, guambiano, muisca).[19][20][21]
      - A2ad: en Panamá, Colombia, República Dominicana y El Salvador.[21]

    - A2b: en esquimales, chukchis, esquimo-siberianos y koriakis.[6]
    - A2+64: en nativos americanos.[18]
      - A2c: Norteamérica.
      - A2d: México.
      - A2e: Norteamérica.
      - A2f: Norteamérica.
      - A2g: México.
      - A2h: en Norteamérica y en los kogui (Colombia).
      - A2k: en los wayúu (Sudamérica).
      - A2i: en EE. UU., Canadá.
      - A2p: en Norteamérica. En cayapas (Ecuador).
      - A2r: en mixtecas (México) y Guatemala.
      - A2 + 150: La definición de este clado se sustenta en que la transición en la posición 150 ha sido interpretada como señal de ancestría compartida dentro del haplogrupo A2.[22] La secuenciación de mitogenomas completos en el año 2021 permitió corroborar la monofilia del clado definido por esta mutación, aunque se definieron dos ramas internas: A2bb definida por las transiciones en las posiciones 150 y 3504; y A2bc definida por las transiciones en las posiciones 150 y 9039.[23] Ambos subclados presentan gran frecuencia en el centro de Argentina, y se han descripto también en muestras antiguas.

    - A2q: en Norteamérica.
    - (6527): en los dogrib (na-dené).[18]

  - A6: en China.[24]
- A7 (146, 8413, 10172): en Japón.[5]
- A9 o A5 (6950, 7228, 8340): en Japón.[5]
- A11: propio de China.[24]

### A8
A8 (16242) es raro y está en algunos pueblos mongoles de Siberia.

### A10
Encontrado en Canadá y Rusia.